# Wolfgang Rehm
Pour les articles homonymes, voir Rehm.
Œuvres principales
Neue Mozart-Ausgabe
Wolfgang Rehm (né à Munich le 3 septembre 1929 - décédé le 6 avril 2017) est un musicologue allemand, qui s'est consacré à l'édition de musique en particulier à la Neue Mozart-Ausgabe. C'était un spécialiste des études sur Wolfgang Amadeus Mozart.

## Biographie
Wolfgang Rehm a étudié de 1948 à 1952 dans le département de musique de l'Université de Fribourg-en-Brisgau (et a étudié comme disciplines annexes l'histoire de la littérature allemande et l'histoire médiévale). En 1952, il a soutenu une thèse sur l'œuvre du compositeur franco-flamand Gilles Binchois (vers 1400, † 20 septembre 1460).
De 1952 à 1954, Rehm a travaillé chez  l'éditeur de musique Breitkopf & Härtel à Wiesbaden et a commencé le 1er mai 1954 en tant que chercheur et lecteur chez Bärenreiter à Cassel, en se concentrant d'abord sur les éditions intégrales. En 1971, il en est devenu rédacteur en chef et en 1975 membre de l'exécutif, responsable du secteur « production du livre et de la musique ».
En 1981-1982, Rehm a déménagé à Salzbourg, où il a été entre 1981 et 1994 membre à temps plein de la Commission de rédaction de la nouvelle édition Mozart (Neue Mozart-Ausgabe), pour laquelle l'Internationale Stiftung Mozarteum Salzbourg l'a nommé rédacteur en chef de cette publication dès 1960 et dans lequel il a participé activement jusqu'au 30 juin 2007, date la parution officielle de l'ensemble des 132 volumes NMA, dont il a assumé également la co-responsabilité.
Entre 1959 et 2002, Wolfgang Rehm a été membre du conseil de diverses sociétés et associations à vocation artistique. Il a aussi été membre du comité de rédaction de la Gluck Complete Edition et la New Berlioz Edition. Il a été parmi les fondateurs de la nouvelle édition Schubert.
Entre 1975 et 1986, Rehm a été le responsable impliqué dans la conception du programme pour les Journées musicales de Cassel, entre 1985 et 1997 pour les programmes de la Semaine Mozart de Salzbourg. Depuis 1965, il était membre de l'Institut central de recherche Mozart (maintenant Académie pour la recherche Mozart), de l'Internationale Stiftung Mozarteum, dont il a été membre du conseil d'administration de 1991 à 1999.

## Distinctions
- 1977: Österreichisches Ehrenzeichen für Wissenschaft und Kunst|Österreichisches Ehrenkreuz für Wissenschaft und Kunst I. Klasse
- 1979: Silberne Mozart-Medaille der Internationalen Stiftung Mozarteum (Médaille Mozart d'argent de l'Internationalen Stiftung Mozarteum)
- 1991 Docteur honoris-causa du Land Baden-Württemberg
- 2007: Goldene Mozart-Medaille der Internationalen Stiftung Mozarteum (Médaille Mozart d'or de l'Internationalen Stiftung Mozarteum)